# SR1 Europawelle
SR1 Europawelle es la emisora de la SR especializada en formato adulto contemporáneo, que nace el 2 de enero de 1964, siendo la primera emisora de esta cadena afiliada a la ARD. En sus inicios era una emisora de corte fuertemente informativo, pero con la llegada de SR2 Kulturradio y SR3 Saarlandwelle se convierte en una emisora generalista, con espacios de noticias y música.
- Datos: Q328265